# مخروط ورودی

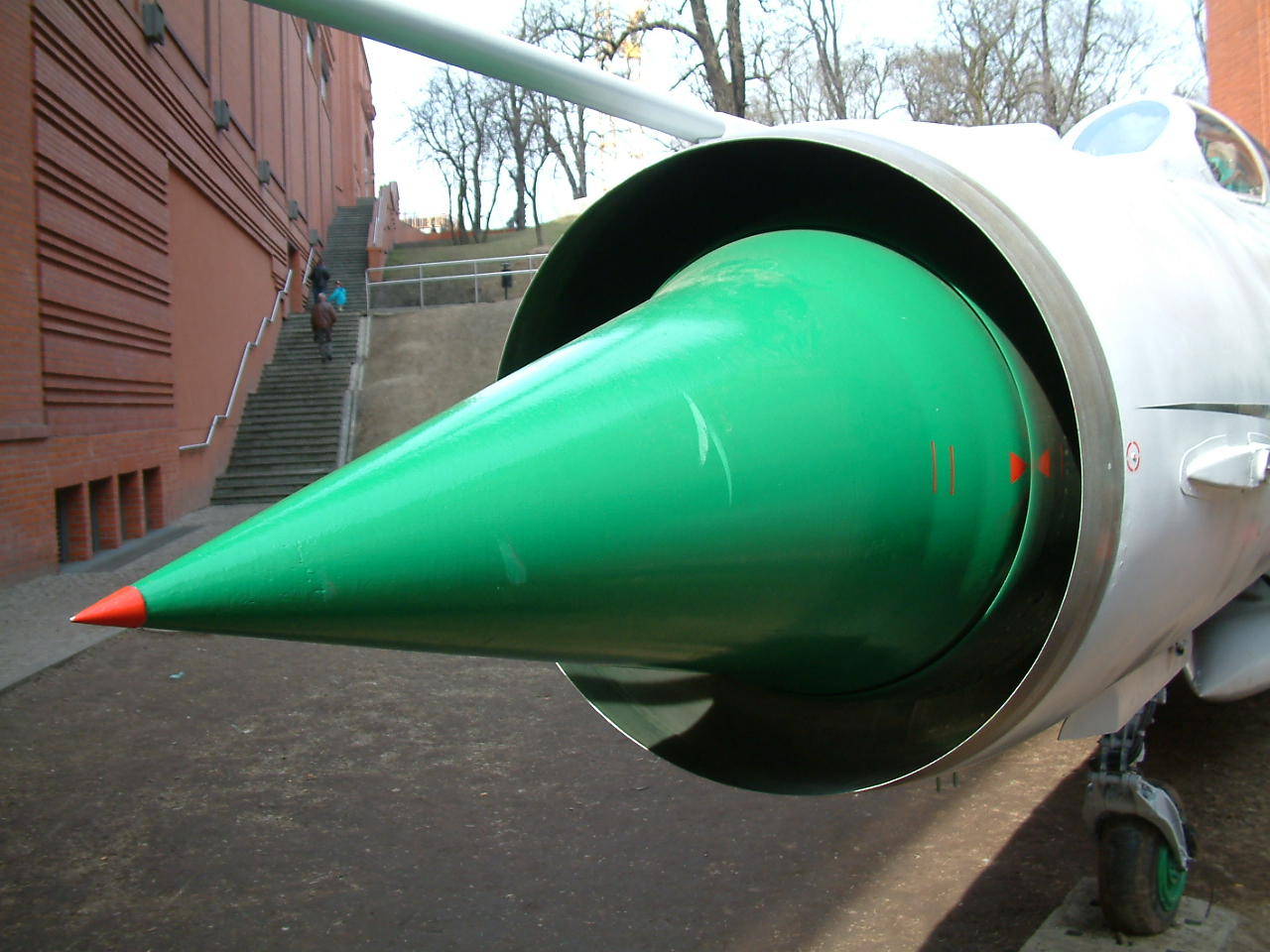
مخروط ورودی میگ-۲۱ ام اف

مخروط‌های ورودی (انگلیسی: Inlet cones)، که گاهی اوقات مخروط شوک یا ورودی مرکز بدنه نیز نامیده می‌شود. بخشی از برخی از هواپیماها و موشک‌های مافوق صوت هستند. آنها عمدتاً در رم جت‌ها مانندلاکهید دی-۲۱ و لاکهید ایکس-۷استفاده می‌شوند. برخی از هواپیماهای توربوجت از جمله سوخو-۷، سوخو-۹، میگ-۲۱، اینگلیش الکتریک لایتنینگ ،لاکهید اس‌آر-۷۱ بلک‌برد نیز دارای مخروط ورودی هستند.